# 徐莉莉
徐莉莉（1952年4月—），山东济南人，中华人民共和国军事人物。曾任军事科学院副院长，全国妇联副主席，中國人民解放軍海軍中将军衔。

## 生平
徐莉莉早年曾做过游泳运动员，1970年加入中国人民解放军。最初在东海舰队任职，1975年调任南海舰队海军422医院政治处副主任。1978年赴海军政治学院就读，后留校任教。曾前往中国人民大学进修经济学，1981年起历任海军政治学院经济教员，政工教研室主任、副教授，海军指挥学院分院院长等，1992年出任海军政治学院院长。1996年任海军后勤部副政治委员，1998年晋升为海军少将。2002年升任海军后勤部政治委员。2009年起任军事科学院副院长（2015年7月到龄退役卸任），2010年7月晋升为海军中将，成为自聂荣臻之女聂力之后中国人民解放军第二位女中将。
她还是第七届全国人大代表，中共十五大代表。

## 家庭

### 丈夫
- 潘建新，中国人民解放军海军试验基地副司令员，海军少将，原北海舰队副司令员潘友宏长子